# 朱擢
朱擢（？—？），字登庸，陝西西安府渭南縣人，民籍，明朝政治人物。

## 生平
嘉靖三十一年（1552年）壬子科陝西鄉試第八名舉人。嘉靖三十八年（1559年）中式己未科會試第二百九十二名，三甲第一百七十五名進士。授安邑知县，政在惠民，不阿上官，以执法左迁庐州府教授，正已率士，累擢南京户部主事，榷税杭州。往司税者以羡多为能，擢独减如额。寻调户部主事，榷都门税，请托尽绝。历迁员外、郞中、郧阳府知府，政务大体戒苛察，郧人尸祝。

## 家族
曾祖朱會；祖父朱文曉；父朱崑，母李氏。慈侍下。